# Kim Won-hong
Kim Won-hong (tiếng Hàn: 김원홍; sinh ngày 17 tháng 7 năm 1945) là một chính trị gia và sĩ quan cấp cao của Cộng hòa Dân chủ Nhân dân Triều Tiên, mang quân hàm Đại tướng Quân đội Nhân dân Triều Tiên, nguyên Bộ trưởng Bộ Bảo vệ An ninh Quốc gia Triều Tiên từ năm 2012 tới 2017.

## Tiểu sử
Kim Won-hong sinh tháng 7 năm 1945 tại Bắc Hwanghae. Ông tốt nghiệp từ trường Đảng cao cấp Kim Il-sung và gia nhập Quân đội Nhân dân Triều Tiên tháng 11 năm 1962, từng đảm nhiệm chức vụ Chỉ đạo viên Tổng cục Chính trị Quân đội Nhân dân Triều Tiên, Chính ủy Quân đoàn. Ông được bầu làm Phó Chủ tịch Hội đồng Nhân dân Tối cao năm 1998.
Năm 2003, Kim Won-hong được bổ nhiệm làm Tư lệnh Bộ tư lệnh Bảo vệ Quân đội Nhân dân Triều Tiên, phụ trách công tác bảo vệ chính trị. Tháng 4 năm 2009, Kim Won-hong được phong quân hàm Đại tướng Quân đội Nhân dân Triều Tiên. Tháng 2 năm 2010, Kim Won-hong được bổ nhiệm giữ chức Phó Cục trưởng Tổng cục Chính trị Quân đội Nhân dân Triều Tiên.
Tháng 9 năm 2010, Hội nghị toàn quốc Trung ương Đảng Lao động Triều Tiên lần thứ 3 được tổ chức, Kim Won-hong được bầu làm Ủy viên Ủy ban Trung ương Đảng Lao động Triều Tiên, Ủy viên Ủy ban Quân sự Trung ương.
Tháng 4 năm 2012, Kim Won-hong được bổ nhiệm giữ chức vụ Bộ trưởng Bộ Bảo vệ An ninh Quốc gia Triều Tiên. Cùng tháng, Hội nghị toàn quốc Trung ương Đảng Lao động Triều Tiên lần thứ 4 được tổ chức, Kim Won-hong được bầu làm Ủy viên Bộ Chính trị Đảng Lao động Triều Tiên. Tại hội nghị lần thứ năm của Hội nghị Nhân dân Tối cao Triều Tiên khóa XII, Kim Won-hong được bầu làm Ủy viên Ủy ban Quốc phòng Triều Tiên.
Sau khi Kim Jong-il qua đời, Kim Won-hong được cho là người đóng vai trò quan trọng trong vụ bắt giữ và tử hình ông Jang Song Thaek, chú của nhà lãnh đạo Kim Jong-un và là nhân vật quyền lực thứ hai tại Triều Tiên, sau đó ông Jang bị xử tử năm 2013 với tội danh mưu phản.
Tháng 6 năm 2016, tại kỳ họp thứ tư, Hội nghị Nhân dân Tối cao Triều Tiên, tức quốc hội, Kim Won-hong được bầu làm Ủy viên Ủy ban Quốc vụ Cộng hòa Dân chủ Nhân dân Triều Tiên.
Tháng 2 năm 2017, người phát ngôn Bộ Thống nhất Hàn Quốc Jeong Joon-hee, cho biết thông tin ông Kim Won-hong đã bị cách chức Bộ trưởng Bộ Bảo vệ An ninh Quốc gia hồi giữa tháng 1 năm 2017. Theo đó, ông Kim Won-hong bị cáo buộc lạm dụng quyền lực, vi phạm nhân quyền và tham nhũng.